# Lisówka ruda

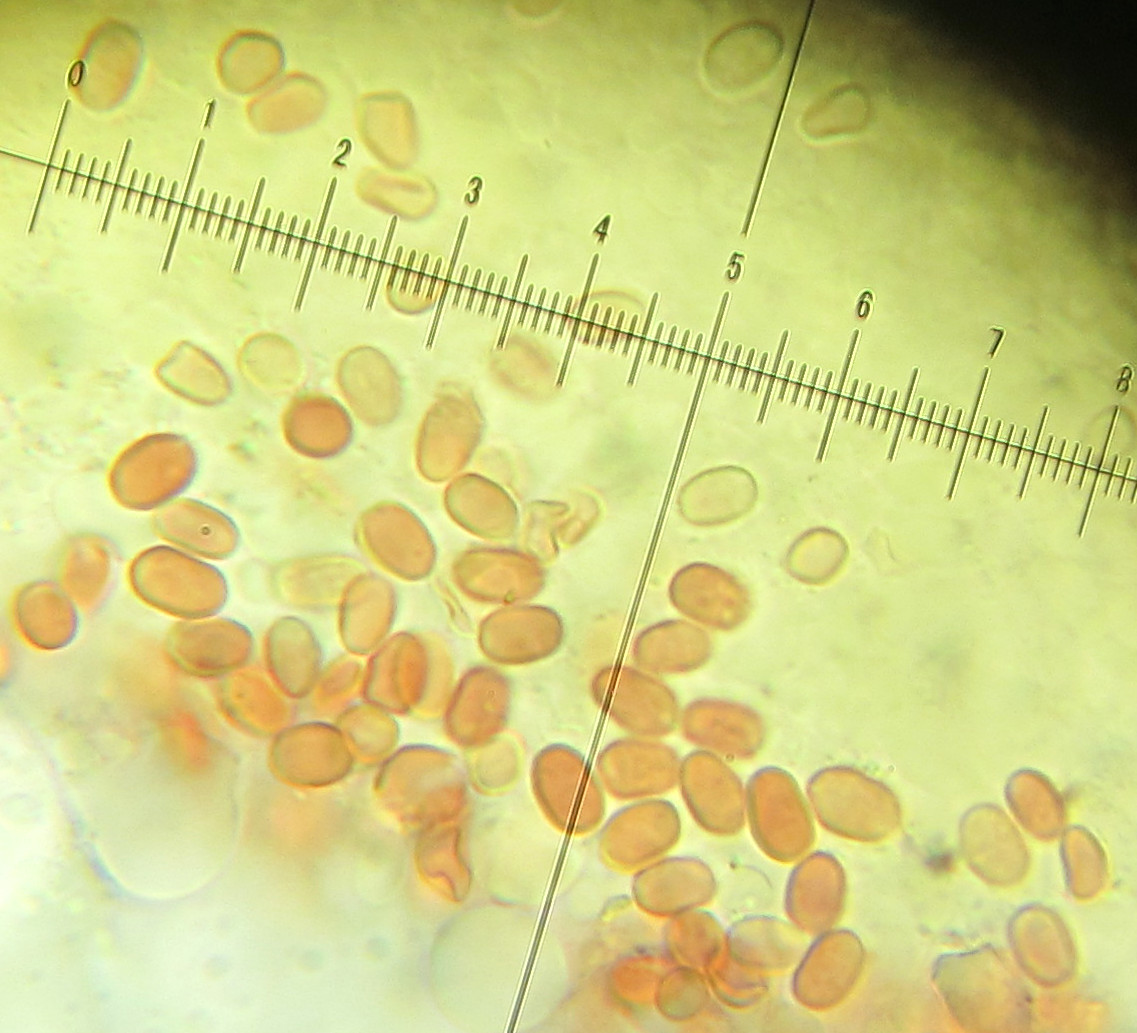

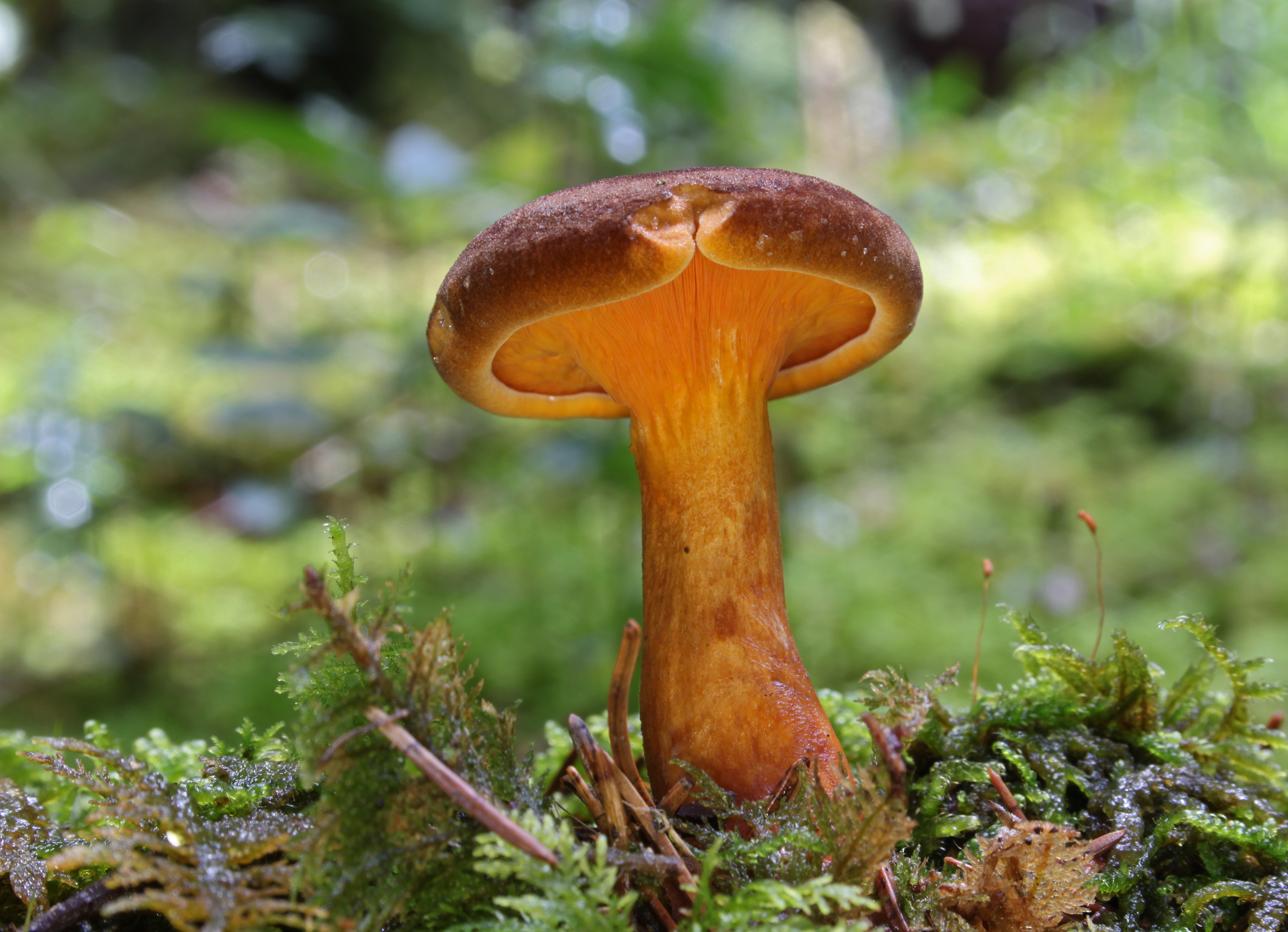

Lisówka ruda (Hygrophoropsis rufa (D.A. Reid) Knudsen)– gatunek grzybów z rodziny lisówkowatych (Hygrophoropsidaceae).

## Systematyka i nazewnictwo
Pozycja w klasyfikacji według Index Fungorum: Hygrophoropsis, Hygrophoropsidaceae, Boletales, Agaricomycetidae, Agaricomycetes, Agaricomycotina, Basidiomycota, Fungi.
Po raz pierwszy opisał go w 1972 roku Derek Agutter Reid, jako odmianę lisówki pomarańczowej (Hygrophoropsis aurantiaca var. rufa). W 2008 r. Henning Knudsen podniósł ją do rangi odrębnego gatunku.
Polska nazwa według internetowego atlasu grzybów.

## Morfologia
Kapelusz
Średnica od 3 do 10 cm, u młodych okazów płaski, potem lekko wklęsły. Brzeg podwinięty. Powierzchnia owłosiona do ziarnistej, matowa, początkowo brązowa do oliwkowobrązowej z pomarańczowożółtym odcieniem, potem na środku ciemnobrązowa, na brzegu szarobrązowa.
Blaszki
Dość daleko zbiegające na trzon, grube, wąskie, przy brzegu kapelusza dychotomicznie rozwidlone, początkowo jasnopomarańczowe, potem bledsze, pomarańczowo-żółte.
Trzon
Wysokość 2–5 cm, grubość 0,5–1,5 cm, stosunkowo krótki, walcowaty, ale często zwężający się lub rozszerzający ku podstawie, mocny, z zagłębioną w ziemi podstawą. Powierzchnia matowa, w górnej połowie puszysta, ziarnista, w dolnej połowie pokryta białym nalotem, ciemno ochrowobrązowa, u dojrzałych owocników oliwkowa.
Miąższ
Lekko elastyczny, pomarańczowy, nie zmieniający barwy po uszkodzeniu, o kwaśnym zapachu i słodkim smaku.
Cechy mikroskopowe
Podstawki cylindryczne do mocno maczugowatych, z 4 sterygmami i sprzążkami bazalnymi, 26–36 × 7–8 μm. Bazydiole wąsko maczugowate, 17–22 × 5,5–6,5 μm. Cystyd brak, ale liczne są pseudocystydy, wąsko maczugowate do maczugowatych, z szerokim, tępym, niskim garbkiem, 14–36 × 5–7 μm. Zarodniki jajowate, elipsoidalne do cylindrycznych, gładkie, z lekko zgrubiałymi ścianami, bez wyraźnego wyrostka wnęki, bladożółte w KOH, silnie dekstrynoidalne, 5–6,5(7) x 3–4,5 µm, Q = 1,30–1, 70. Trama blaszek regularna lub prawie regularna, utworzona z równoległych do lekko splątanych strzępek, kolumnowatych do niemal wrzecionowatych, cienkościennych, szklistych, niedekstrynalnych, o średnicy 4–12 μm. Trama kapelusza utworzona z luźno ułożonych, rozgałęzionych, kolumnowych do lekko nabrzmiałych, cienkościennych, szklistych strzępek o średnicy 5–12 μm. Skórka kapelusza typu cutis lub trichoderma, zbudowana z gęsto splątanych, wyprostowanych, luźno ułożonych strzępek o średnicy 5–12 μm, z kilkoma nieco wrzecionowatymi komórkami końcowymi, wąsko maczugowatymi, o ściankach do 0,5 μm grubości. Są żółte, z jednorodną zawartością opalizującego brązowego pigmentu, zwłaszcza w górnej warstwie, spęczniałe do średnicy 20 μm, bez pileocystyd. Skórka trzonu podobna, z komórkami pokrytymi rzadkimi, krótkimi, tępymi naroślami, bez kaulocystyd. Sprzążki liczne w strzępkach wszystkich części grzyba.
Gatunki podobne
Od lisówki pomarańczowej (Hygrophoropsis aurantiaca) odróżnia się bardziej mięsistym i szorstkim kapeluszem, mniej jaskrawo ubarwionym trzonem i zarodnikami o raczej pogrubionej ścianie, silnie dekstrynoidalnej. Bardzo charakterystyczna jest także pomarańczowo-brązowa do ciemnobrązowej powierzchnia kapelusza, nie wykazująca przejścia od pomarańczowo-żółtej do pomarańczowo-czerwonej, jak u lisówki pomarańczowej.

## Występowanie
Znane jest występowanie Hygrophoropsis rufa w Ameryce Północnej, Europie i Rosji. W Polsce do 2003 r. gatunek ten był nieznany, ale w późniejszych latach podano jego stanowiska. Aktualne stanowiska podaje także internetowy atlas grzybów. Znajduje się w nim na liście gatunków rzadkich, wartych objęcia ochroną.
Naziemny grzyb saprotroficzny. Występuje w lasach iglastych i mieszanych na ściółce, pniakach i butwiejących pniach drzew, czasem na trocinach.
Jest grzybem jadalnym, odradza się jednak zbierania grzybów rzadkich, ponadto jest możliwość pomylenia jej z trującą lisówką pomarańczową.